# Bershad
Bershad (em ucraniano:  Бершадь; em polonês/polaco:  Berszad; em romeno:  Berșad) é uma cidade da Ucrânia, situada no Oblast de Vinnytsia. Tem 7,1 km² de área e sua população em 2020 foi estimada em 12.552 habitantes.